# Sorin-Cristian Mateescu
Sorin-Cristian Mateescu (n. 15 octombrie 1973, Lumina, România) este un fost senator român, ales în legislatura 2020-2024 din partea AUR. 